# بطولة العالم للدراجات على المضمار 1936
بطولة العالم للدراجات على المضمار 1936 هي الدورة ال39 من بطولة العالم للدراجات على المضمار، أجريت في زيورخ، سويسرا.

## النتائج النهائية
| المسابقة                              | ذهبية              | فضية                    | برونزية              |
| ------------------------------------- | ------------------ | ----------------------- | -------------------- |
| السرعة الفردية                        | Jef Scherens (BEL) | Loius Gerardin (FRA)    | ألبرت ريختر (GER)    |
| سباق مطاردة الدراجة النارية للمحترفين | أندريه رينو (FRA)  | Charles Lacquehay (FRA) | Georges Ronsse (BEL) |